# 高度浄水処理
高度浄水処理（こうどじょうすいしょり）とは、通常の浄水処理よりも高度な浄水処理方式である。

## 概要
浄水場において、「通常の浄水処理」は凝集沈殿と濾過等を組み合わせて濁質を取り除く方式である。それに加えて、粒状活性炭処理、オゾン処理、生物処理を施して、溶解性のカビ臭・カルキ臭・トリハロメタンなどを取り除く方式が「高度浄水処理」とされる。なお、粉末活性炭処理は高度浄水処理に分類されないが、「通常の浄水処理」に特別に付加された工程であり、一種の高度浄水処理と認識される。
高度浄水処理水を缶やペットボトルに詰めて配布・販売している水道局もある。

## 処理工程

### 粒状活性炭処理
目に見えないほどの小さな穴が無数に開いている粒状活性炭を用いて、水中に溶け込んだ臭いの元となる物質やトリハロメタンを取り除く。

### オゾン処理
強い酸化力と殺菌力を持つオゾンを用いて水中のカビ臭の元となる物質を分解する。同時に、水中のマンガンの酸化や水の消毒も行える。

### 生物処理
微生物による水の浄化作用を利用した処理方法。ハニコームチューブというハチの巣型のチューブに空気を送り込みながら水を何度も循環させる。するとハニコームチューブに付着した微生物が水の中の汚れを分解する。

## 日本における導入例
水源としている琵琶湖の水質汚染が深刻であった大都市を中心に導入が進んだ。大阪府においては2000年（平成12年）に、東京都では2013（平成25）年度に高度浄水処理の導入が全量完了している。
- 大阪市水道局

オゾン処理と粒上活性炭処理の方式。1992（平成4）年度より事業開始。柴島浄水場下系が1998年（平成10）年3月、庭窪浄水場系が1999年（平成11年）3月に通水した。柴島浄水場上系・豊野浄水場系の2000平成年（平成12年）3月通水をもって事業が完了し、政令指定都市で初めて市内全域に高度浄水処理水が届く全量高度浄水処理となった。総事業費は約753億円であった。
- 大阪広域水道企業団（旧・大阪府水道部）

大阪府水道部時代の1998年（平成10年）7月から、全量高度浄水処理となった。
- 東京都水道局

利根川・荒川水系においては、2013年（平成25年）10月に高度浄水処理100 %を達成している 。
- 千葉県水道局

2017年（平成29年）時点で、半数の浄水場で高度浄水処理を導入している。